# Нусретли
Нусретли (на гръцки: Νικηφόρος, Никофорос, до 1927 година Νουσρατλή, Нусратли) е село в Република Гърция, разположено на територията на дем Бук (Паранести), област Източна Македония и Тракия. Край селото се намира известният от турската фолклорна песен мост.

## География
Селото е разположено на 14 km източно от Драма край главния път Драма - Ксанти. На километър след селото в посока Бук е разположен османският акведукт Хасанов мост.

## История

### В Османската империя
В края на XIX век Нусретли е турско село, намиращо се в Драмската кааза на Османската империя. В книгата си Македония. Етнография и статистика, Васил Кънчов посочва Нусретли като село с население 90 турци.

### В Гърция
След Междусъюзническата война попада в Гърция. В 1923 година населението му е изселено в Турция по силата на Лозанския договор, а в селото са настанени гръцки бежанци. През 1927 година името на селото е сменено от Нусратли (Νουσρατλή) на Никофорос (Νικηφόρος). Името на махалата Кулджилер (Κιουλτζιλέρ) е сменено на Перистераки (Περιστεράκι).
Към 1928 година в селото има 204 семейства и общо 828 души, както 100 войници от граничния гарнизон и небежански семейства.
Населението се занимава с отглеждане на тютюн, жито и други земеделски култури, както и със скотовъдство.
В селото има две църкви, посветени на Свети Георги. Старата е бившата джамия от 1880 година, превърната в църква след изселването на мюсюлмните. В 1975 година, тъй като вече е малка за нуждите на вярващите на 21 февруари 1975 година митрополит Дионисий Драмски полага основния камък на новата. Строителството на новата църква отнема около 5 години и е тържествено открита на 16 април 1980 година, когато в храма е отслужена първата литургия. Изписването на храма започва през 1980 година и завършва през 1989 година, като е извършено от атинския иконограф Мантос Теодорос по критските стандарти, тоест фигурите на светците са аскетични и тънки с тъмни проформи и слабо осветени. Иконите са дело на серския иконограф Георгиос Златанис.
| Име       | Име        | Ново име     | Ново име     | Описание                                      |
| --------- | ---------- | ------------ | ------------ | --------------------------------------------- |
| Канатлар  | Κανατλάρ   | Фтеротон     | Φτερωτόν     | местност в Ярум Кая ЮИ от Нусретли            |
| Боджакьой | Μποτζάκιοϊ | Фундукидис   | Φουντουκίδης | местност в Ярум Кая ЮИ от Нусретли            |
| Ата тепе  | Άτά Τεπέ   | Псили Корифи | Ψηλή Κορυφή  | възвишение в Ярум Кая И от Нусретли (405,8 m) |

| Година    | 1913 | 1920 | 1928 | 1940 | 1951 | 1961 | 1971 | 1981 | 1991 | 2001 | 2011 | 2021 |
| --------- | ---- | ---- | ---- | ---- | ---- | ---- | ---- | ---- | ---- | ---- | ---- | ---- |
| Население | 960  | 1295 | 1035 | 1213 | 949  | 1002 | 698  | 508  | 451  | 436  | 296  | 220  |